# Giselda Castrini
Giselda Castrini (Rapallo, 17 marzo 1945) è un'attrice italiana.

## Biografia
Interprete di grande incisività e dal temperamento sanguigno, dopo il diploma alla scuola di recitazione del Teatro Stabile di Genova diretta allora da Luigi Squarzina, in seguito lavora col regista toscano in spettacoli come  Emmetì (scritto dallo stesso Squarzina e messo in scena nel 1965) e L'avvenimento di Diego Fabbri (1965).

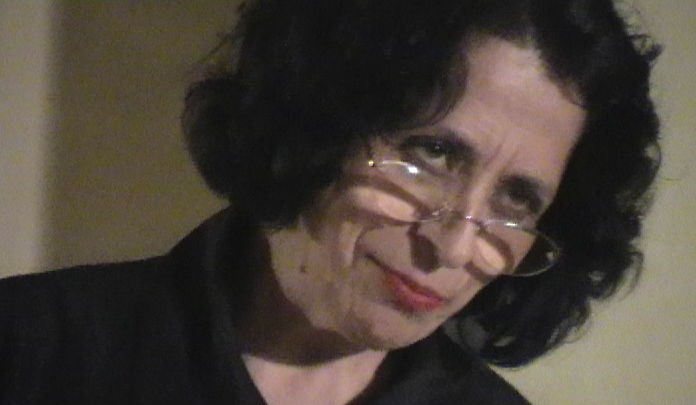
Giselda Castrini

Nel 1968 è tra gli interpreti dello storica messinscena di Giancarlo Cobelli tratta da Gli uccelli di Aristofane. Recita ancora con Cobelli in Woyzeck di Georg Büchner, La figlia di Jorio di Gabriele D'Annunzio (1973), La pazza di Chaillot di Jean Giraudoux, Antonio e Cleopatra di William Shakespeare (1975) Il dialogo nella palude di Marguerite Yourcenar (1990), L'Illusion Comique di Pierre Corneille (1996).
È stata inoltre diretta da altri importanti maestri della scena italiana come Mario Missiroli (ne La trilogia della villeggiatura di Carlo Goldoni nel 1982), Roberto Guicciardini (ne La Mandragola di Niccolò Machiavelli nel 1990) e Sergio Fantoni (in Zio Vanja di Anton Čechov nel 2001)
Compagna nella vita di Antonio Taglioni, è stata da lui diretta in Elektra di Hugo von Hofmannsthal (1978), La Mandragola di Niccolò Machiavelli (1980), Jacques e il suo padrone di Milan Kundera (1982), Le Baccanti di Euripide così come nel teatro musicale, come nelle prime rappresentazioni moderne de Il Biante ovvero La Laurinda (1671) di Alessandro Stradella, ripresa al Teatro Rossini di Lugo (1994), e de La Dirindina (1715) di Domenico Scarlatti.
Il suo debutto nel teatro musicale è avvenuto nel 1970 con Orfeo 9 di Tito Schipa Jr., seguito dalla partecipazione all'edizione italiana del musical Hair di Gerome Ragni e James Rado insieme con i giovani Loredana Bertè, Renato Zero e Teo Teocoli.
Nel 1968 ha ricevuto il premio come miglior attrice protagonista al Festival di Zagabria per il ruolo di Madre Ubu in Ubu re di Alfred Jarry, spettacolo con scene e costumi di Emanuele Luzzati e regia di Tonino Conte, per la compagnia CUT-Teatro Universitario di Genova. Nel 2006 interpreterà di nuovo Madre Ubu in Genova è la mia scena, la mia scena è Genova per la compagnia del Teatro della Tosse di Genova con lo stesso regista e lo stesso scenografo (e anche lo stesso costume).
Nel marzo 2015 è stata impegnata nella parte di Donna Sarina Cirmena, nel Mastro don Gesualdo, prodotto da Lunaria Teatro, per la regia di Daniela Ardini, al Teatro Duse di Genova.

## Filmografia
- I cannibali, regia Liliana Cavani (1970)
- Un normale giorno di violenza, regia Giorgio Rizzini (1971)
- Che cosa è successo tra mio padre e tua madre? (Avanti!), regia Billy Wilder (1972)
- Girolimoni, il mostro di Roma, regia di Damiano Damiani (1972)
- Lo scopone scientifico, regia di Luigi Comencini (1972)
- Brutti, sporchi e cattivi, regia Ettore Scola (1976)
- Bordella, regia Pupi Avati (1976)
- La pelle, regia di Liliana Cavani (1981)
- L'ispettore Sarti – serie TV, episodio 1x12 (1991)

## Prosa televisiva
- Il drago, regia di Paolo Giuranna e Raffaele Meloni, trasmessa dal Secondo programma il 22 febbraio 1969.

## Radio
- La casa di Bernarda Alba, di Federico García Lorca, regia di Giancarlo Cobelli, 8 maggio 1998.